# 제러미 데이비스
제러미 데이비스(Jeremy Davies, 1969년 10월 8일 ~ )는 미국의 배우이다. 라이언 일병 구하기과 로스트와 밀리언 달러 호텔에 출연한 것으로 잘 알려져 있다.

## 출연 작품
- 라이언 일병 구하기
- 밀리언 달러 호텔
- 살인마 잭의 집 - 알 역
- 블랙폰 - 미스터 쇼 역